# Tadeusz Chmielarski

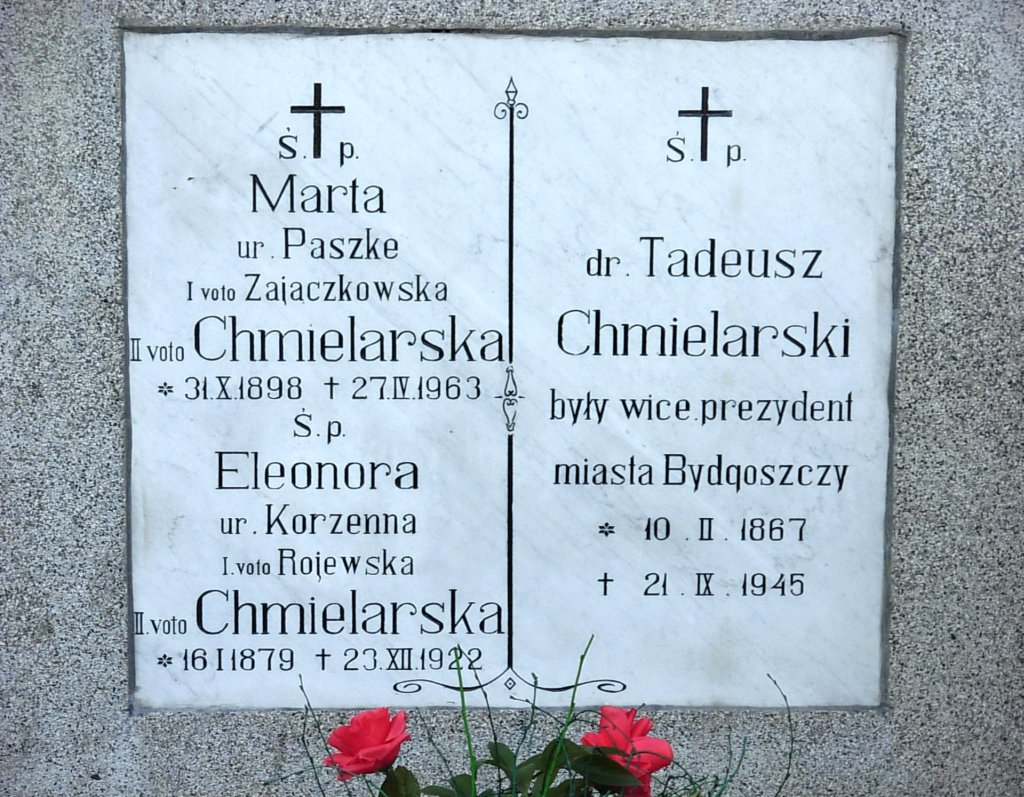
Nagrobek Tadeusza Chmielarskiego na cmentarzu Nowofarnym w Bydgoszczy

Tadeusz Walery Chmielarski (ur. 1876 w Krakowie, zm. 1945 w Bydgoszczy) – prawnik, podpułkownik intendentury, wiceprezydent Bydgoszczy, trzykrotnie pełniący obowiązki prezydenta Bydgoszczy.

## Życiorys
Urodził się 10 lutego 1876 r. w Krakowie. Był synem Walerego, maszynisty kolejowego i Antoniny z Mycińskich. Po ukończeniu gimnazjum odbył obowiązkową służbę wojskową w armii austro-węgierskiej. Służył w 13 pułku piechoty w Krakowie, i następnie od 1 grudnia 1894 do 30 września 1895 r. jako kapral piechoty przebywał w szkole zaopatrzeń wojskowych w Wiedniu. W latach następnych odbył cztery ćwiczenia wojskowe jako akcesista zaopatrzeń wojskowych przy piekarniach wojskowych, magazynach i transportach. 
W 1900 r. ukończył prawo na Uniwersytecie Franciszkańskim we Lwowie, a ponadto w latach 1902–1904 studiował geodezję na Politechnice Lwowskiej. 
W latach 1901–1909 pracował w Dyrekcji Policji, następnie jako urzędnik w administracji politycznej we Lwowie. 
W czasie I wojny światowej był wojennym komisarzem IV armii austriackiej, kierownikiem frontowego ruchomego magazynu prowiantowego w Karpatach w Galicji Wschodniej oraz komisarzem cywilnym Komendy Okręgowej Opoczno, Hrubieszów i Lubartów. W listopadzie 1918 r. jako porucznik zgłosił się we Lwowie do Wojska Polskiego i został przydzielony do „ofensywnej służby wywiadowczej”. W lutym 1919 r. przeniesiono go do Departamentu Gospodarczego Ministerstwa Spraw Wojskowych w Warszawie, gdzie został kierownikiem Sekcji Administracyjno-Prawnej Departamentu Gospodarczego.
1 grudnia 1919 r. mianowano go kapitanem i przeniesiono do Oddziału IV Sztabu Generalnego Ministerstwa Spraw Wojskowych. 20 września 1920 r. został zweryfikowany jako podpułkownik intendentury. Miał opinię „wybitnie zdolnego oficera administracyjnego”. 

### Wiceprezydent Bydgoszczy
Wczesną jesienią 1920 r. władze miejskie Bydgoszczy zaproponowały mu stanowisko wiceprezydenta miasta. Chmielarski przyjął propozycję i 10 października tego roku zamieszkał w Bydgoszczy przy ul. Paderewskiego 10/4. 25 października 1920 r. objął stanowisko, które pełnił do 31 maja 1933 r., kiedy przeszedł na emeryturę. 
Trzykrotnie pełnił obowiązki prezydenta Bydgoszczy: w 1921 r. (5 lipca – 4 września), 1922 (6 stycznia – 3 maja) i w latach 1930–1932, po zawieszeniu w czynnościach prezydenta Bernarda Śliwińskiego. 
Mimo że pochodził z Galicji, to jednak rychło został zaakceptowany przez ludność miejscową. Przez cały okres urzędowania odpowiadał za finanse miasta.

### Działalność gospodarcza i społeczna
Tadeusz Chmielarski był członkiem założycielem Spółki Akcyjnej „Karbid Wielkopolski" (1922) i przez wiele lat wchodził w skład Rady Nadzorczej tej Spółki. Przez wiele lat reprezentował miasto Bydgoszcz w Radzie Nadzorczej przedsiębiorstwa żeglugi śródlądowej Lloyd Bydgoski. 
Latem 1921 r. został prezesem prawie już całkowicie spolonizowanego Bractwa Strzeleckiego, a w latach następnych był czynnym działaczem tego stowarzyszenia. W latach 1922–1939 działał również w bydgoskim Kole Związku Oficerów Rezerwy (pierwszy prezes), a od 1923 r. był członkiem zwyczajnym Towarzystwa Przyjaciół Szkoły Podchorążych Piechoty dla Podoficerów w Bydgoszczy.
Po przejściu na emeryturę nie brał udziału w życiu politycznym miasta. 2 września 1939 r. opuścił Bydgoszcz i udał się do Warszawy. Jego losy w okresie okupacji niemieckiej nie są znane. 11 września 1945 r. powrócił do Bydgoszczy i zamieszkał w swoim dawnym mieszkaniu przy ul. Paderewskiego. 
Zmarł 21 września 1945 r. w Bydgoszczy. Został pochowany na cmentarzu Nowofarnym. 

### Rodzina
Tadeusz Chmielarski był dwukrotnie żonaty: z Eleonorą Korzenną, a następnie z Martą Ernestyną Paszke (ślub w 1933 we Lwowie).

## Odznaczenia
- Medal Dziesięciolecia Odzyskanej Niepodległości (1929).